# Robert FitzWimarc
Robert FitzWimarc o Robert lo Stalliere (fl. XI secolo) è stato un nobile normanno, funzionario alle corti di Edoardo il Confessore e Guglielmo il Conquistatore.

## Biografia
Era figlio di un tale Wimarc, cosa che lascia supporre un'origine bretone della sua famiglia. Era un conoscente di Edoardo il Confessore durante il suo esilio nel ducato di Normandia, e quando egli divenne re d'Inghilterra nel 1042 lo invitò alla sua corte e lo nominò Stalliere Reale. Negli anni accumulò numerose terre e titoli, divenendo anche sceriffo dell'Essex. Durante gli anni concesse asilo agli ex-favoriti normanni di Edoardo quando questi vennero cacciati dal partito anglosassone. Come lascia intendere la Vita Ædwardi Regis il suo rapporto col sovrano doveva essere piuttosto stretto, poiché fu uno dei pochi individui ammessi al suo capezzale nel 1066 (FitzWimarc compare infatti come un personaggio nell'arazzo di Bayeux, nella scena della morte di Edoardo).
All'ascesa al trono di Aroldo II d'Inghilterra FitzWimarc parve inizialmente rimanergli fedele, ma all'invasione normanna dell'Inghilterra, come testimoniato da Guglielmo di Poitiers, prese contatti con gli invasori e avvertì Guglielmo II di Normandia della vittoria anglosassone alla battaglia di Stamford Bridge, consigliando il duca di Normandia di ritirarsi per non incorrere nella sconfitta. Grazie a questo gesto di cortesia, dopo la vittoria dei normanni FitzWimarc poté conservare il proprio ruolo, tanto che nel Domesday Book del 1086 è ancora ricordato come sceriffo dell'Essex.
Dopo la conquista normanna visse perlopiù a Rayleigh, nell'Essex, dove costruì un castello, un parco e un vigneto. Lo stesso Domesday Book afferma che era già morto prima della redazione del testo; i suoi discendenti tennero la zona fino al 1163, quando il nipote Henry de Essex cadde in disgrazia presso re Enrico II d'Inghilterra rinunciando ai propri feudi.
FitzWimarc è rimasto una figura importante a Rayleigh, e gli è intitolata la locale scuola (FitzWimarc School).